# Boddington (Australie)
Pour les articles homonymes, voir Boddington.
Boddington (926 habitants) est une localité d'Australie-Occidentale située environ à 120 km au sud-est de Perth. Elle est sur l'Hotham River et la route reliant Pinjarra à Williams. Elle est le centre administratif du comté de Boddington.
Elle porte le nom d'Henry Boddington qui fut l'un des premiers colons dans la région.
La localité vit de l'élevage de moutons, de la production de bois et comme centre commercial pour les mines de bauxite et d'or de la région - notamment la mine d'or de Boddington.

## Référence
- Statistiques sur Boddington